# Tabernaemontana cerifera
Tabernaemontana cerifera là một loài thực vật có hoa trong họ La bố ma. Loài này được Pancher & Sebert miêu tả khoa học đầu tiên năm 1873.